# (1255) Жилова
(1255) Жилова (лат. Schilowa) — астероид из группы главного пояса. Он был открыт 8 июля 1932 года в Симеизской обсерватории русским (советским) астрономом Григорием Неуйминым. Назван в честь сотрудницы (астроном, определение орбит малых планет) Пулковской обсерватории — М. В. Жиловой (1870—1934). Свой полный оборот вокруг Солнца астероид совершает за 5,57 юлианских лет.

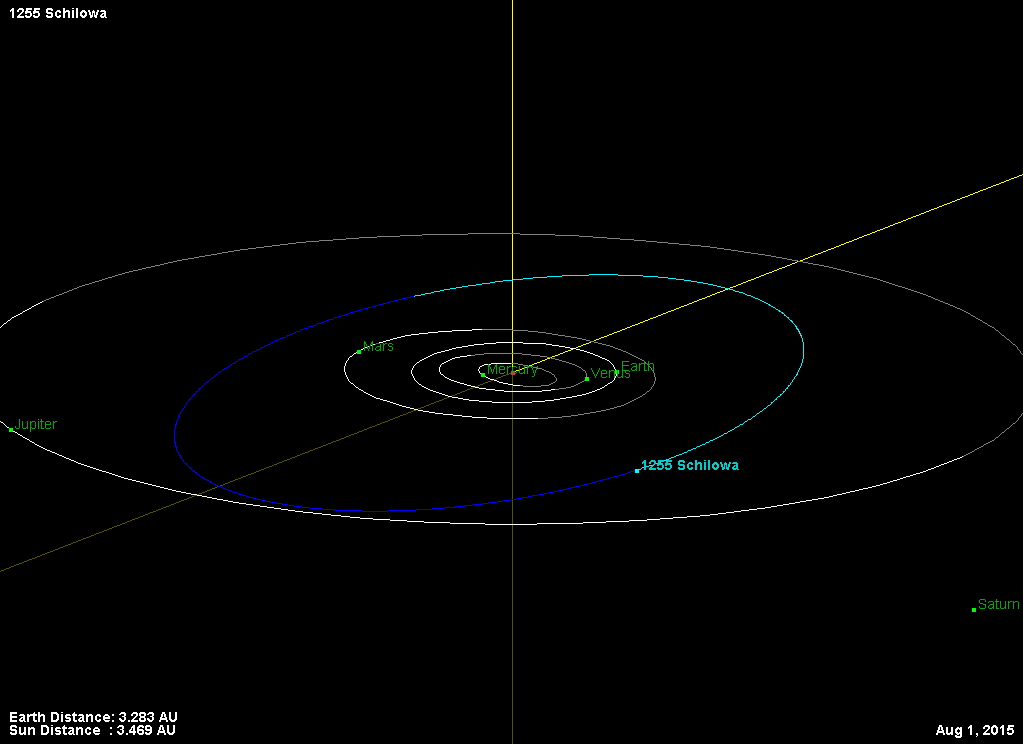
Орбита астероида Шилова и его положение в Солнечной системе